# Clyde Park (Montana)
Clyde Park es un pueblo ubicado en el condado de Park en el estado estadounidense de Montana. En el Censo de 2010 tenía una población de 288 habitantes y una densidad poblacional de 351,89 personas por km².

## Geografía
Clyde Park se encuentra ubicado en las coordenadas 45°53′3″N 110°36′20″O / 45.88417, -110.60556. Según la Oficina del Censo de los Estados Unidos, Clyde Park tiene una superficie total de 0.82 km², de la cual 0.82 km² corresponden a tierra firme y (0%) 0 km² es agua.

## Demografía
Según el censo de 2010, había 288 personas residiendo en Clyde Park. La densidad de población era de 351,89 hab./km². De los 288 habitantes, Clyde Park estaba compuesto por el 98.26% blancos, el 0% eran afroamericanos, el 0.69% eran amerindios, el 0.35% eran asiáticos, el 0% eran isleños del Pacífico, el 0.69% eran de otras razas y el 0% pertenecían a dos o más razas. Del total de la población el 1.04% eran hispanos o latinos de cualquier raza.